# Бармак (стихосложение)
Бармак — тюркский народный силлабический род стихосложения, основанный на равном количестве слогов в каждой стихотворной строке — вне зависимости от ударений и стоп.
В основе метрического построения тюркских стихов лежат две близкие системы: бармак и аруз (или аруд) — изначально арабская метрическая система.
В современной тюркской и, в частности, узбекской поэзии бармак вновь отвоевывает свои права. Огромное влияние на этот процесс осуществил узбекский поэт Хамза Хакимзаде Ниязи, который обогатил классическую поэтическую метрику (аруз) за счёт форм народного стиха (бармак).
Наряду с бармаком, в ходу у тюркских поэтов — несколько десятков стихотворных размеров аруза, таких как мутакариб, хафиф, раджас, вафир, сари, рамал, а также вольный стих — на основе как аруза, так и силлабо-тоники, верлибр.
Лев Гумилёв в книге «Тысячелетие вокруг Каспия» писал: «Поэзия, хотя бы примитивная, была нужна арабам, путешествующим по пустыне, чтобы соразмерить колебания своего тела с аллюром верблюда. Этому помогал ритм стиха, подчиняющий себе человека целиком. Так как у верблюдов аллюров много, то и трясут они всадника разнообразно».
Бармак использовался также в переводах: так, например, в книге «Высокое искусство» Корней Чуковский писал, что узбекские поэты Гафур Гулям и Максуд Шейхзаде применили этот вид стихосложения при переводе поэмы Михаила Лермонтова «Хаджи Абрек» на родной язык.